# منتخب سانت كيتس ونيفيس تحت 17 سنة لكرة القدم
منتخب سانت كيتس ونيفيس تحت 17 سنة لكرة القدم  هو ممثل سانت كيتس ونيفيس الرسمي في المنافسات الدولية في كرة القدم  تحت 17 سنة .